# أشا روي
أشا روي (بالهندية: आशा रॉय؛ بالإنجليزية: Asha Roy) هي منافسة ألعاب القوى هندية، ولدت في 5 يناير 1990.

## وصلات خارجية
- أشا روي على موقع الاتحاد الدولي لألعاب القوى (الإنجليزية)
- أشا روي على موقع اتحاد ألعاب الكومنولث (مؤرشف) (الإنجليزية)